# Migliori prestazioni europee nella marcia 35 km
La lista delle migliori prestazioni europee nella marcia 35 km, aggiornata periodicamente dalla World Athletics, raccoglie i migliori risultati di tutti i tempi degli atleti europei nella specialità della marcia 35 km.

## Maschili
Statistiche aggiornate al 21 maggio 2023.
|    | Tempo    | Atleta             | Luogo     | Data             |
| -- | -------- | ------------------ | --------- | ---------------- |
| 1. | 2h21'31" | Vladimir Kanajkin  | Soči      | 19 febbraio 2006 |
| 2. | 2h23'14" | Massimo Stano      | Eugene    | 24 luglio 2022   |
| 3. | 2h23'44" | Perseus Karlström  | Eugene    | 24 luglio 2022   |
| 4. | 2h24'19" | Sergey Kozhevnikov | Soči      | 13 febbraio 2023 |
| 5. | 2h24'25" | Sergej Bakulin     | Soči      | 1º marzo 2009    |
| 6. | 2h24'56" | Denis Nižegorodov  | Soči      | 1º marzo 2009    |
| 7. | 2h25'19" | Andrej Ruzavin     | Soči      | 1º marzo 2009    |
| 8. | 2h25'36" | Álvaro Martín      | Poděbrady | 21 maggio 2023   |
| 9. | 2h25'58" | Michail Ryžov      | Soči      | 18 febbraio 2012 |
| 9. | 2h25'58" | Miguel Ángel López | Eugene    | 24 luglio 2022   |

## Femminili
Statistiche aggiornate al 21 maggio 2023.
|     | Tempo    | Atleta               | Luogo      | Data             |
| --- | -------- | -------------------- | ---------- | ---------------- |
| 1.  | 2h37'15" | María Pérez          | Poděbrady  | 21 maggio 2023   |
| 2.  | 2h37'46" | Margarita Nikiforova | Čeljabinsk | 27 agosto 2022   |
| 3.  | 2h38'24" | Klavdija Afanas'jeva | Soči       | 18 febbraio 2019 |
| 4.  | 2h39'51" | Darya Golubechkova   | Voronovo   | 5 settembre 2021 |
| 5.  | 2h40'03" | Katarzyna Zdziebło   | Eugene     | 22 luglio 2022   |
| 6.  | 2h41'58" | Antigónī Ntrismpiōtī | Eugene     | 22 luglio 2022   |
| 7.  | 2h42'27" | Raquel González      | Eugene     | 22 luglio 2022   |
| 8.  | 2h42'45" | Laura García-Caro    | Eugene     | 22 luglio 2022   |
| 9.  | 2h43'43" | Eleonora Giorgi      | Grosseto   | 26 gennaio 2020  |
| 10. | 2h43'59" | Elena Lašmanova      | Soči       | 31 gennaio 2022  |